# Freuds personlighedsmodel
Denne artikel omhandler en psykologisk vinkel på jeget, for en filosofisk se personlig identitet.
Freuds personlighedsmodel, ofte illustreret ved et 'æg' (se illustration nedenfor), kan give os indsigt i mennesket, og hvad vi egentlig tænker om andre. Modellen gør det fx muligt for os at forstå og analysere et andet menneskes reaktioner og handlinger i forskellige sammenhænge. 

## Overjeget.
Overjeget (superego) er menneskets moralske side. Det har en kontrollerende og dømmende funktion. Det presser jeget til at bekæmpe instinktmæssige impulser, der hidrører fra detet. Det er ifølge Sigmund Freud barnets idealiserede billede af forældrene eller disses stedfortrædere. Overjeget er den psykiske modstander af detet, (de er modsætninger). Overjeget dækker over samvittighed og normbevidsthed. Den måde, overjeget handler på, er med til at stille spørgsmålstegn ved impulserne (detet). Forskellen på overjeget og detet er, at overjeget gennem tiden tilpasser sig efter nye regler og grænser, hvilket detet ikke gør. Hukommelsen er også relativ vigtig, for den skal jo fortælle en, om det, man har gjort, er godt eller skidt.

## Jeget (Fornuften)
Jeget (ego) er hos Freud beskrevet som en central instans i psyken. Den varetager de styrende og regulerende funktioner. Jeget har en medierende rolle mellem driftspresset fra detet og idealerne og normerne fra overjeget, således at en handledygtig og realitetsbaseret omgang med omverdenen kan opretholdes. Jeget dækker over logik og fornuft. 
Menneskets udvikling af personlighed er individuel. Eksempelvis kan en person have et underudviklet jeg. Med et underudviklet jeg er det svært for personen at holde sig tilbage, når det gælder vedkommendes lyster og behov. Personen kan have svært ved at sætte grænser for sig selv og sine handlinger og har med andre ord ikke den samme realitetssans, som andre mennesker har. Vi har alle sammen forsvarsmekanismer, som vi bruger i hverdagen; der er bare ikke særlig mange, der lægger mærke til dem. Et eksempel på en forsvarsmekanisme er, når man bliver irritabel på en person og i stedet for at tale med personen om problemet, reagerer surt/aggressivt over for et familiemedlem eller en kæreste. 

## Detet (Det ubevidste/fortrængte)
Detet (id) er menneskets primitive instinkter og drifter. Disse styres af lystprincippet. Som eksempler kan nævnes aggressionsdriften og sexlysten. Derudover indeholder detet de hændelser, man har oplevet i sin barndom eller fortid, men som man har glemt eller fortrængt. I modsætning til overjeget og jeget benytter detet sig ikke af moralsk eller etisk fornuft. 

## Filosofisk forståelse af jeget
Begrebet "jeg" bruges ikke blot inden for psykologien, men også inden for filosofien. Her har jeget traditionelt betegnet den kerne, omkring hvilken bevidstheden centrerer sig. Eksempelvis kan nævnes Immanuel Kants begreb om det transcendentale jeg eller Edmund Husserls begreb om det empiriske jeg. Der findes desuden filosofiske teorier om bevidsthed, der hævder, at jeg'et ikke er centralt i alle former for bevidsthedsakter. I fagsproget kaldes en sådan teori en ikke-egologisk bevidsthedsteori.